# 니콜 키드먼
니콜 메리 키드먼(영어: Nicole Mary Kidman, AC, 1967년 6월 20일 ~ )은 오스트레일리아의 배우, 영화 제작자, 가수이다.
영화 《투 다이 포》로 골든 글로브 여우 주연상과 엠파이어 여우주연상을 수상하였으며, 2002년 영화 《디 아워스》로 아카데미 여우주연상을 받았다. 2024년 영화 《베이비걸》을 통해 베네치아 영화제 볼피컵 여자연기자상을 수상했다.

## 젊은 시절
키드먼은 미국 호놀룰루 출신으로, 아버지 앤터니 데이비드 키드먼과 어머니 저넬 앤 키드먼 사이에서 2녀 중 첫째로 태어났다. 아버지 앤터니는 오스트레일리아 태생으로 레인코브에 거주한 임상 심리학자였다. 또한 작가로도 활동했는데, 노동 운동에 관련이 있었다. 어머니는 간호학 강사였으며, 남편의 저술 편집을 해주는 역할을 하였다. 키드먼이 태어났을 당시, 아버지는 워싱턴 D.C.의 국립정신보건원의 방문 교수 직위에 있었다. 그녀가 4살이 되자, 키드먼의 가족은 시드니로 돌아갔다. 이후 아버지 앤터니는 시드니 공과대학교의 강사직을 맡았다. 키드먼 가(家)의 조상은 스코틀랜드인와 아일랜드인로 알려졌다. 또한 키드먼의 여동생인 안토니아 키드먼은 1970년에 태어났고, 키드먼 가족은 시드니의 노스쇼어 교외인 그리니치 근처에 거주했다. 키드먼은 북부 시드니의 메리 맥킬롭 성당을 다녔다.
키드먼은 시드니에서 성장하며, 어릴적부터 배우의 길을 걸었다. 한 때 가수로 활동하기도 하였다. 호주 성 마틴 청소년 연극학교를 졸업한 후 1983년 앨범을 발매, Five Mile Creek로 데뷔하였다. 필립 노이스가 감독한 Dead Calm을 통해 국제적으로 주목을 받았으며 이후 많은 작품에 출연했다. 키드먼은 만 4살 때 발레를 시작했고, 발레를 배우면서, 오스트레일리아 유소년 씨어터(영어: Australian Theatre for Young People)에 들어간 계기가 되었다. 그 인연으로 현재 키드먼은 오스트레일리아 유년 씨어터의 후원자로 활동중이다. 또한 그녀는 레인 코브 공립 초등학교를 나와, 이후 필립 씨어터에서 발성학과 연극사를 배웠다. 롱귀에빌에 살면서는 노스 시드니 여자 고등학교에 다녔다. 배우 나오미 와츠가 그녀와 동창으로 알려졌다. 이후 키드먼의 어머니가 유방암 진단을 받자, 그녀는 고등학교 학업을 중단하였고, 어머니의 건강이 완쾌될 때까지 가사를 돌봤다.

## 배우 경력

### 1983 ~ 1994: 경력의 시작
오스트레일리아에서 키드먼의 초창기 배우 시절은 다음과 같다. 1983년 뮤직 비디오 '밥 걸'(Bop Girl)에 출연하였는데 이것의 그의 첫 필름 데뷔였다. 그 해 말까지 텔레비전 드라마 '파이브 마일 크릭' 및 서너 개 영화의 조연으로 출연하였다. 미니시리즈 '베트남', '에메랄드 시티', '방콕 힐튼' 등의 몇몇 영화, TV 영화 및 TV 시리즈에 출연하였다.
1989년 키드먼은 스릴러 《죽음의 항해》에 '래 잉그램' 역으로 출연한다. 이 영화에서 니콜 키드먼은, 태평양 요트 항해 중 정신병자 '허그히 와리너'(빌리 제인 분)에 납치당한 해군 장교 '존 잉그램'(샘 닐 분)의 아내 역을 연기한다. 이 영화는 비평가들로부터 호평을 받았다. Variety.com의 평은 다음과 같다. "키드먼은 영화 내내 최고의 연기를 보여주었다. 래 잉그램 역이 표현해야 할 집요함과 정력을 사실적으로 연기하였다." 영화 비평가 로저 데버트는 두 주연 사이 융화를 잘 이루었다고 지적하면서, "두 배우 키드먼과 빌리 제인은, 함께 나오는 씬에서 실제로 증오심을 뿜어내는 것 같았다."고 평하였다.
1990년 레이싱 영화 《폭풍의 질주》에서 톰 크루즈의 상대역을 열연하였다. 론 하워드 감독의 《파 앤 어웨이》(1992)에서도 톰 크루즈와 출연하였다.

### 1995 ~ 2003: 세계적 인정

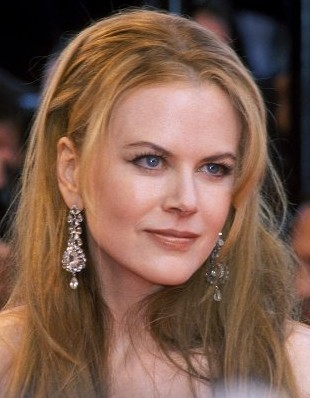
2001년 칸영화제에서

1995년 키드먼의 두 번째 영화, 《투 다이 포》는 비평가로부터 칭찬을 받았던 풍자 코미디였다. 그녀는 잔인한 수잔 스톤 마렛토 역의 열연으로 골든 글로브상과 다섯 개의 다른 최고 여성 배우상을 받았다.
1995년 키드먼은 (2015년 기준) 그녀의 경력에서 가장 높은 수익률을 자랑하는 라이브 액션 영화에 출연한다. 이 영화의 주연으로 발 킬머의 상대역으로, 영원히 슈퍼 히어로 영화에 배트맨 박사 체이스 메리디언, 고통의 처녀를 연기하였다. 같은해 키드먼에 대한 거스 밴샌트의 적극적인 찬사와, 소득, 살인 뉴스 캐스터 수잔 스톤 Maretto의 그녀의 첫 번째 골든 글로브 수상을 포함해 찬사를 보냈다. 다음 키드먼은 레이디의 초상화에, 바바라 허쉬, 존 말코비치와 메리 - 루이스 파커와 같은 소설 같은 이름을 기반으로 출현하였다.(1996)
1997년 조지 클루니와 함께 출연한 《피스메이커》에서 활기찬 연기를 보였으며, 이 영화는 전 세계적으로 $ 110,000,000 수익을 올렸다. 같은 해 그녀는 현대판 추녀와 같은 환상 실용 마법에 불쌍하게 마주하는 반산드라 블록을 연기하였다.  키드먼은 같은해 뉴욕에서 여는 〈The Blue Room〉의 David Hare에서 다시돌아와 연기를 한다. 1999년 키드먼은 스탠리 큐브릭의 마지막 영화 《아이즈 와이드 셧》에서 커플을 연기한 그녀의 남편 톰크루즈와 재결합하였다. 이 영화는 섹스 장면의 명시적 특성으로 검열 논란의 대상이되었다.영화는 개봉전 큐브릭의 죽음으로 짧게 더 많은 주목을 받았다.
간단한 중절 및 크루즈에서 널리 알려진 이혼 후, 키드먼은 영국 - 미국 드라마 《Birthday Girl》에서 우편 주문 신부를 연기하며 스크린으로 돌아간다. 2001년 키드먼은 배즈 루어먼의 뮤지컬 영화 《물랑 루즈》의 카바레 배우이자 이완 맥그리거의 상대역 창부 새틴을 연기하였다. 그 후, 키드먼은 그녀의 영화 뮤지컬 코미디에서 두 번째 골든 글로브 상과 연기 상을 받았다. 그녀는 또한 아카데미 시상식에서 여우주연상 후보에 올랐었다.
또한 같은해 그녀는 알레한드로 아메나바르의 스페인 공포 영화 《디 아더스》에서 그레이스 스튜어트라는 주연 역할을 맡았다. 전 세계적으로 $ 210,947,037의수익을 올렸고, 키드먼의 여우주연상등 고야상에서 여러 부문을 수상했다. 그녀는 그녀의 두 번째 BAFTA와 다섯 번째 골든 시상식에서 지명되었다. 키드먼은 피플잡지에서 세계에서 가장 아름다운 사람으로 뽑혔다.
2002년에 키드먼은 메릴 스트립과 줄리앤 무어가 주연으로 출연한 스티븐 돌드리의 《디 아워스》에서 버지니아 울프의 그녀의 묘사에 대한 중요한 칭찬을 받았다. 키드먼은 1920년대 영국에서의 그녀의 시간 동안, 그녀의 거의 인식할 수 없는 작가 연기를 위해 그녀의 코에 인공기관을 착용했다. 그리고 그녀의 소설 ‘달러웨이 부인’을 쓰기 위해 노력하는 동안 그녀는 우울증과 정신 질환의 병치레를 치렀다. 이 영화는 아카데미 상 최우수 작품상을 포함하면서, 긍정적인 평가와 여러 부문에 지명되었다.
뉴욕 타임스지는 여성의 정신의 페럿 같은 키드먼의 터널은 정신 질환의 극심한 경기로 괴롭힘에 의해 둘러싸여져 있다고 썼다. 당신이 우울증의 악마와 그녀가 열렬히 싸운 것을 본 듯이, 이것은 마치 그것의 고통이 화면에 전에 보여 진적이 없어왔다. 키드먼은 그녀의 첫 영국 영화 및 텔레비전 예술상, 세 번째 골든 글로브와 아카데미 여우주연상을 포함한 수많은 비평가들의 상을 받았다.
아카데미상을 수상한 최초의 오스트레일리아인 여성 배우인 키드먼은, 전쟁의 시간 동안에도 예술의 중요성에 대해 눈물 어린 수락의 연설을 “전 세계가 그러한 혼란 속에서도 아카데미시상식에 왜 당신이 왔느냐? 한다면 그것은 예술이 중요하기 때문이다” 라며 말하면서 연설을 하였다. 그리고 왜냐하면 당신은 믿는다 당신이 무엇을 했는지 그리고 당신이 명예를 원한다. 그녀의 오스카 수상에 이어, 키드먼은 2003년에 세 가지 매우 다른 영화에 출연했다. 그 첫 번째는 덴마크의 감독, 라르스 폰 트리어의 영화, 《도그빌》에서 선도적인 역할은 배어 사운드스테이지를 기습하는 설정실험 영화였다. 두 번째는 필립 로스의 소설을 각색한 《휴먼 스테인》이었고, 앤서니 홉킨스가 상대역이었다. 그녀의 세 번째 영화는 앤서니 밍겔라의 전쟁 드라마 《콜드 마운틴》이었다. 키드먼은 로와 사랑에 빠지고 남북전쟁으로 별거된 남부인 아다 먼로를 연기하면서 주드 로와 러네이 젤위거의 상대역으로 나왔다.
타임지는 키드먼은 아다의 빈곤으로부터 강함을 얻었고, 서서히 말 그대로 빛을 발하는 힘으로 성장했다고 썼다. 그녀의 조각으로 된 창백함은 난로 불빛에서 빛을 따뜻하게 하는 방법을 주었다. 그 영화는 여러 가지 상 후보를 얻었고, 그것의 배우를 이기게 하였다. 키드먼은 제 61회 골든 글로브 시상식에서 여우주연상에 6번째로 골든 글로브후보로 지명 받았다.

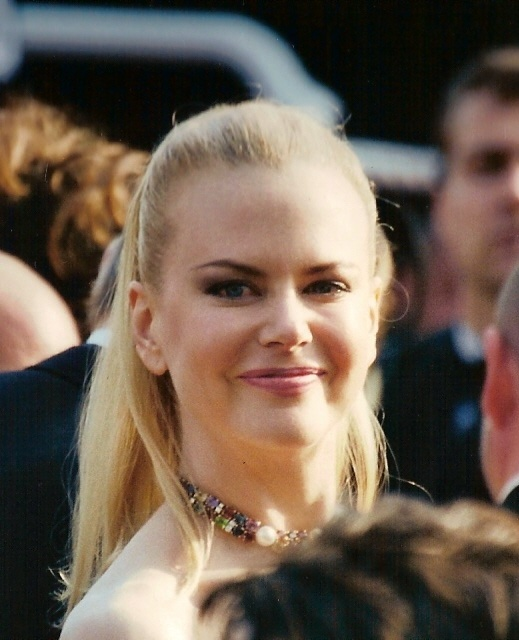
2004년의 니콜 키드먼

### 2004 ~ 2009: 지속적인 성공
2004년 키드먼은 함께 출연한 1-세의 캐머런 브라이트와 목욕을 나누던 장면에 논쟁을 받은 영화 《탄생》에 나왔다. 베네치아 영화제의 기자 회견에서 그녀는 "그 일은 내가 10세의 소년을 입맞추는 영화를 만들려 했던 것이 아니다. 난 당신들이 사랑을 이해하는 영화를 만들고 싶었다."라고 말하였다. 그녀는 자신의 7번째 골든 글로브상 수상 후보가 되었다. 같은 해에 키드먼은 1975년 동명의 영화를 리메이크한 블랙코미디 사이파이 영화 《스텝포드 와이프》에 나왔다. 그녀는 성공적인 제작자 조안나 에버하트로서 주연을 하였다. 프랭크 오즈에 의하여 감독된 이 영화는 광고 성공을 거두지 못하였다.
2005년 시드니 폴락 감독의 《인터프리터》에서 숀 펜의 상대로 아프리카의 원주민 언어에 능통한 유엔 총회의 통역인을 개성있게 맡으면서 큰 명성을 알리기도 하였다. 또한 그해에 그녀는 윌 페럴의 상대로 1960년대 동명의 시트콤에 기초를 둔 《비위치드》에 출연하였다. 키드먼과 패럴은 둘다 "최악의 장면 부부"로서 그해의 래지상을 수상하였다.
영화 산업에서 자신의 성공과 함께 결합에서 키드먼은 샤넬 No. 5 향수 브랜드의 표면이 되었다. 그녀는 2004년, 2005년, 2006년과 2008년의 홀리데이 시즌 동안에 텔레비전 캠페인과 향기를 흥행하는 데 배즈 러먼 감독이 맡은 광고에 출연하였다. 샤넬 No. 5를 위하여 3분 동안 제작된 광고는 키드먼이 3분간 광고에 1천 2백만 미국 달러를 번 후에 그녀를 1분에 가장 많은 돈을 벌은 기록 보유자로 만들었다. 이 시기 동안에 키드먼은 또한 2005년의 포브스 셀러브리티 100의 명단에 45번째로 가장 권력있는 명사로 놓였다. 피플 잡지의 2005년 최고급으로 돈을 벌은 여자 배우로 명단에 놓인 키드먼은 하나의 영화 가격 태그에 1천 6백 ~ 1천 7백만 미국 달러와 함께 줄리아 로버츠에 이어 2위였다.
2006년 로버트 다우니 주니어의 상대로 전기 영화 《퍼》에서 키드먼은 사진가 다이앤 아버스 역을 맡았다. 그녀와 다우니는 둘다 자신들의 상연으로 칭찬을 받았다. 그녀는 전세계적으로 3억 8천 4백만 미국 달러를 들인 애니메이션 영화 《해피 피트》의 성우를 맡았다. 이듬해 비평과 광고의 실패를 증명한 올리버 허시비걸 감독의 1956년 《인베이전 어브 바디 스내처》의 리메이크작인 사이파이 영화 《인베이전》에 출연하였다. 그녀는 노아 바움바크의 코미디 드라마 《결혼식에서 마고트》에 제니퍼 제이슨 리와 잭 블랙의 상대로 나와 세이트라이트 상의 뮤지컬 혹은 코미디의 최고 주연상 후보에 올랐다. 그러고나서 그녀는 환타지 모험극 《골든 캠퍼스》에 나와 악역 매리사 쿨터 역을 맡았다.
2008년 그녀는 《물앙 루즈》의 감독 배즈 러먼과 함께 오스트레일리아가 제2차 세계 대전 때 일본군에 의하여 노던 준주를 공격하던 시기를 배경으로 한 영화 《오스트레일리아》를 만드는 데 재결합하였다. 키드먼은 대륙에 의하여 전복된 영국인 여성으로서 휴 잭먼의 상대를 맡았다. 연기는 칭찬을 받고 영화는 전세계적으로 성공적인 박스 오피스였다. 키드먼은 이전의 결합자 시드니 폴락과 앤서니 밍겔라와 함께 작업하는 데 제2차 세계 대전 이후의 독일 드라마 《리더》에 원래 출연하는 데 선택되었으나 임신한 이유로 취소하여야 했다. 그 역은 81회 아카데미 시상식에서 키드먼이 수여한 여우주연상을 수상한 케이트 윈슬렛이 맡았다.
2009년 키드먼은 롭 마샬의 뮤지컬 《나인》에 나와 페데리코 펠리니 같은 인물의 시신 클라우디아 옌센 역을 맡았다. 그녀는 오스카 상 수상자들 대니얼 데이루이스, 주디 덴치, 매리언 코틸라드, 페넬로페 크루스와 소피아 로런 사이에 나왔다. 영화는 몇몇의 골든 글로브상과 아카데미상 수상 후보에 올랐고 키드먼은 뛰어난 캐스트의 일부로서 자신의 4번째 길드상의 스크린 배우상 수상 후보에 올랐다.

### 2010 ~ 2014: 독립적 영화들과 전기 영화들

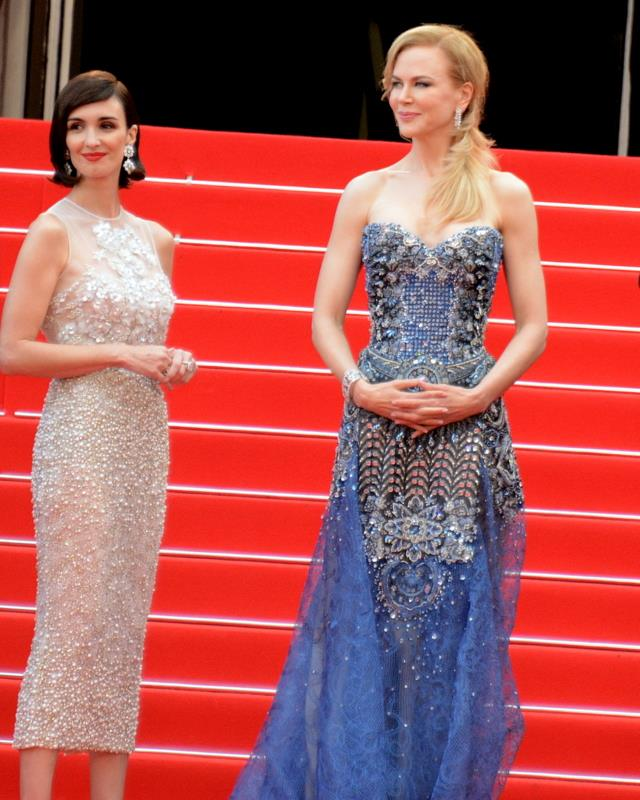
2014년 칸 영화제에서 《그레이스 오브 모나코》를 흥행하면서 파스 베가와 함께

2010년 키드먼은 퓰리처상 수상작 《래빗 홀》의 영화 개작에 에런 엑하트와 함께 출연하였다. 래빗 홀에 그녀의 연기는 그녀의 비평적 환호를 얻고 아카데미상, 골든 글로브상과 길드상을 위한 후보에 오르기도 하였으며 키드먼은 또한 이 영화를 제작하기도 하였다. 그녀는 2018년 FIFA 월드컵을 개최하는 데 오스트레일리아가 그 입찰을 이용한 흥행 비디오에 성우를 맡았으며, TV 가이드는 세계 최초의 수술 후의 성전환자 릴리 엘베 역을 맡는 데 동명 소설의 영화 개작 《대니쉬 걸》에 키드먼이 출연할 것이라고 보고하였다. 스크린 데일리는 2011년 7월 독일에서 영화를 찍을 것이라고 보고하였다. 하지만 프로젝트는 감독 라세 할스트룀과 키드먼의 공연자 레이철 바이스의 퇴진에 이어 연기되었다.
2010년 6월 TV 가이드는 키드먼과 클라이브 오언이 어니스트 헤밍웨이와 마사 겔혼 간의 관계에 관한 HBO 영화 《헤밍웨이와 겔혼》에 출연할 것이라고 공고하였다. 필립 카우프먼이 감독한 이 영화는 2011년 3월에 촬영을 시작하여 2012년을 위하여 방영될 예정이었다. 그녀는 조엘 슈마허 감독의 액션 공포 영화 《트레스파스》에 니컬러스 케이지와 함께 출연하여 인질로 데려가진 결혼한 부부 역을 맡았다. 9월 17일 ContactMusic.com은 키드먼이 스콧 러딘이 제작하면서 테네시 윌리엄스의 《스위트 버드 오브 유스》의 데이비드 크로머의 리바이벌에 알렉산드라 델라고 역을 맡으러 돌아올 것이라고 말하였다. 2011년 8월 30일 크로모는 뉴욕타임스에 말하면서 제작이 원래 2011년 가을의 리바이벌 날짜를 만나지 않을 것이라고 설명하였다.
2011년 6월 키드먼은 피트 덱스터의 소설 《페이퍼보이》의 리 대니얼스의 영화 개작에 출연하는 데 선택되었으며, 그녀는 8월 1일 공포 영화를 찍기 시작하여 《페이퍼보이》는 2012년에 나왔다. 영화에서 그녀는 사형수 감방의 여자 샬럿 블레스 역을 맡았으며, 영화가 끝나는 것을 볼 때까지 기억되지 않는 섹스 장면을 연기하였다. 영화는 2012년 칸 영화제에 나갔고 키드먼의 상연은 비평적 갈채를 얻고, 여우조연상을 위한 새그 상과 새턴 상의 후보들 사이에 키드먼은 자신의 두번째 골든 글로브 여우조연상 후보에 올랐다. 그녀는 2013년 박찬욱의 《스토커》에 공동 출연하였다. 그해 4월 칸 영화제에서 주요 경연 배심원들 중의 하나로 선택되었다.
2014년 키드먼은 1962년 샤를 드 골이 작은 자치제를 봉쇄하여 부유한 프랑스의 국민들을 위한 세금의 안식처로서 모나코의 지위에 의하여 화가 나 그레이스 켈리가 알프레드 히치콕의 《마니》에 출연하러 헐리우드로 돌아가는 1962년 위기를 연대기에 올린 타이틀 역할로 전기 영화 《그레이스 오브 모나코》에 출연하였다. 그해의 칸 영화제 경연의 개막에서 영화는 크게 부정적 평론을 받았다. 키드먼은 또한 콜린 퍼스와 함께 2개의 영화들에 출연하였는 데 처음에 영국 - 오스트레일리아의 역사적 드라마 《레일웨이맨》에 나와 패티 로맥스 역을 맡으면서 긍정적 평론을 받았다. 두번째는 영국의 공포 영화 《내가 잠들기 전》에서 뇌마비와 함께 자동차 사고에서 살아난 크리스틴 루카스 역을 맡으면서 키드먼의 상연의 긍정적 비평의 응답을 끌어들였다. 키드먼은 가족 영화 《패딩턴》에 악역으로 나왔다.

## 자선 활동
키드먼은 전 세계에서 어려운 환경에 놓여있는 어린이들을 위해 모금 활동을 벌였다. 2004년 유엔에 의하여 "세계의 시민"으로 명예를 받았다.
2006년 오스트레일리아 데이에 니콜 키드먼은 오스트레일리아 훈장 컴패니언(Companion of the Order of Australia; AC)을 받았으며, 유엔 여성발전기금(UNIFEM)의 친선대사로 임명되었다. 여기서 키드먼은 유엔의 여러 이벤트들에서 국제적 관중들에게 연설하며 미디어를 통하여 인식을 모았다.
그는 코소보를 방문하여 여성들의 논쟁 경험과 UNIFEM의 성원 효과를 배웠다. 키드먼과 UNIFEM의 총장은 2008년 11월 25일 유엔 사무총장에게 첫 단계에 들어가면서 5백만 이상의 사인을 수여하였다.

## 출연 작품

### 영화
- 《도시의 천재들》
 《부시 크리스마스》(1983)
- 《윌스와 버크의 별난 세상》(1984)
- 《윈드라이더》(1986)
- 《섀도우 댄서》(1987)
- 《에메랄드 시티》(1988)
- 《죽음의 항해》(1989)
- 《폭풍의 질주》 - 클레어 르윅키 박사 역(1990)
- 《빌리 배스게이트》(1991)
- 《파 앤드 어웨이》 - 샤론 크리스티 역(1992)
- 《맬리스》
 《나의 인생》(1993)
- 《투 다이 포》 - 수잔 역(1995)
 《배트맨 포에버》 - 닥터 체이스 메리디언 역(1995)
- 《여인의 초상》(1996)
- 《피스메이커》 - Dr.줄리아 켈리 역(1997)
- 《프랙티컬 매직》 - 질리언 오웬스 역(1998)
- 《아이즈 와이드 셧》 - 아내 앨리스 하포드 역(1999)
- 《물랑 루즈》 - 샤틴 역(2001)
 《디 아더스》 - 그레이스 스튜어트 역(2001)
 《버스데이 걸》 - 나디아 역(2001)
- 《패닉 룸》 - 전 남편 여자의 전화 목소리 역(2002)
 《디 아워스》 - 1923 버지니아 울프 역(2002)
- 《도그빌》 - 그레이스 마가렛 뮬리건 역(2003)
 《휴먼 스테인》 - 퍼니아 역(2003)
 《콜드 마운틴》 - 아이다 먼로 역(2003)
- 《스텝포드 와이프》 - 조안나 에버트 역(2004)
 《탄생》(2004) - 애나 역
- 《인터프리터》 - 실비아 브룸 역(2005)
 《그녀는 요술쟁이》 - 이사벨 비겔로 / 사만다 역(2005)
- 《퍼》 - 디앤 아버스 역(2006)
 《해피 피트》 - 노마 진 목소리 역(2006)
- 《인베이전》 - 캐롤 역(2007)
 《마고 앳 더 웨딩》 - 마고 역(2007)
 《황금 나침반》 - 마리사 콜터 역(2007)
- 《오스트레일리아》 - 새라 애쉴리 역(2008)
- 《나인》 - 클라우디아 역(2009)
- 《래빗 홀》 - 베카 역(2010)
- 《저스트 고 위드 잇》 - 데블린 애덤스 역(2011)
 《트레스패스》(2011)
- 《헤밍웨이 & 겔혼》 - 겔혼 역(2012)
 《페이퍼보이: 사형수의 편지》 - 샬롯 블레스 역(2012)
- 《스토커》 이블린 에비 스토커 역(2013)
 《레일웨이 맨》 - 패트리샤 월레스 역(2013)
- 《패딩턴》 - 밀리센트 역(2014)
 《그레이스 오브 모나코》 - 그레이스 켈리 역(2014)
 《내가 잠들기 전에》 - 크리스틴 루카스 역(2014)
- 《라이언》 - 수 역(2016)
- 《매혹당한 사람들》 - 미스 마사 역(2017)
 《킬링 디어》 - 안나 머피 역(2017)
 《런던 러브스토리》 
 《업사이드》 - 이본 역(2017)
- 《아쿠아맨》 - 아틀라나 여왕 역(2018)
 《보이 이레이즈드》 
 《디스트로이어》 - 에린 벨 역(2018)
- 《더 골드핀치》(2019)
- 《밤쉘: 세상을 바꾼 폭탄선언》 - 그레천 칼슨 역(2019)
- 《더 프롬》 (2020) - 앤지 디킨슨 역
- 《리카르도 가족으로 산다는 것》 (2021) - 루실 볼 역
- 《노스맨》 (2022) - 구드룬 여왕 역
- 《아쿠아맨과 로스트 킹덤》 (2023) - 아틀라나 역
- 《가족이라서 문제입니다》 (2024)
- 《엘리안과 빛나는 마법 모험》 (2024) - 엘스미어 역
- 《베이비걸》 (2024)
- 《프랙티컬 매직 2》 (2026) - 질리언 오웬스 역

### 드라마
- 《빅 리틀 라이즈》(2017)

## 수상 경력
- 1984년 호주영화협회 최우수 여자배우상
- 1988년 로기어어워즈 싱글드라마/미니시리즈 부문 가장인기있는 여자배우상
- 1990년 로기어어워즈 여자배우상
- 1990년 로기어어워즈 미니시리즈/TV영화부문 가장인기있는 여자배우상
- 1992년 쇼웨스트어워즈 내일의 여자배우상
- 1995년 제21회 시애틀국제영화제 여우주연상
- 1995년 남동부비평가협회상 여우주연상
- 1995년 제16회 보스턴비평가협회상 여우주연상
- 1996년 제53회 골든글로브시상식 뮤지컬/코미디부문 여우주연상
- 1996년 제16회 런던비평가협회상 여우주연상
- 1996년 제1회 크리틱스초이스 여우주연상
- 1996년 엠파이어 여우주연상
- 1996년 키즈 초이스 어워즈 영화부문 가장좋아하는 여자배우상
- 1996년 블록버스터 엔터테인먼트 액션/어드벤처부문 가장좋아하는 여자배우상
- 2000년 블록버스터 엔터테인먼트 어워즈 드라마/로멘스부문 가장좋아하는 여자배우상
- 2001년 제5회 헐리우드영화제 여우주연상
- 2001년 캔자스시티비평가협회상 여우주연상
- 2001년 제27회 새턴어워즈 최우수여우주연상
- 2001년 제6회 새틀라이트시상식 뮤지컬/코미디부문 여우주연상
- 2001년 어워즈 시어큐리트 커뮤니티 어워즈 여우주연상
- 2001년 어워즈 시어큐리트 커뮤니티 어워즈 데이비스 어워즈부문 여우주연상
- 2001년 프라이트 멘터 어워즈 여우주연상
- 2001년 골든스모이스어워즈 여우주연상 가장좋아하는 올해의 연예인상
- 2002년 제59회 골든글로브시상식 뮤지컬/코미디부문 여우주연상
- 2002년 제22회 런던비평가협회상 여우주연상
- 2002년 제11회 MTV영화제 최고의 뮤지컬 퍼포먼스상
- 2002년 제11회 MTV영화제 최고의 여자배우상
- 2002년 엠파이어 여우주연상
- 2002년 쇼웨스트어워즈 디스틴구웨이시드 디케이드 영화부문 업적상
- 2002년 엘리 우먼 인 할리우드 어워즈 아이콘상
- 2002년 영화제작가협회상 여우주연상
- 2003년 러시안조합비평가협회상 여우주연상
- 2003년 제60회 골든글로브시상식 드라마부문 여우주연상
- 2003년 라스베가스비평가협회상 여우주연상
- 2003년 제56회 영국아카데미시상식 여우주연상
- 2003년 제75회 아카데미시상식 여우주연상
- 2003년 제53회 베를린국제영화제 은곰부문 여자연기자상
- 2003년 이탈리안온라인무비어워즈 여우주연상
- 2003년 판고리아 체인솨 어워즈 여우주연상
- 2003년 주피터어워즈 외국여자배우상
- 2004년 엘리 우먼 인 할리우드 어워즈 올해의 여성상
- 2005년 제16회 팜스프링스국제영화제 체어맨상
- 2006년 제26회 골든라즈베리시상식 최악의 커플상
- 2008년 엘리 우먼 인 할리우드 어워즈 아이콘상
- 2011년 제26회 산타바바라국제영화제 시네마 뱅가드상
- 2012년 뉴욕필름페스티벌 커리어 트리뷰트상
- 2012년 우먼스이미지네트워크어워즈 TV영화부문 여자배우상
- 2013년 화딩어워즈 세계적인 여자배우상
- 2013년 인터내셔널 온라인 시네마 어워즈 하프웨이부문 여우조연상
- 2014년 제17회 상하이국제영화제 공로상
- 2014년 오스트레일리안비평가협회상 여우주연상
- 2014년 신 유포리아 어워즈 국제여자배우상
- 2015년 우먼 인 필름 크리스탈 + 루시 어워즈 영화부문 크리스탈상
- 2016년 이브닝스탠다드씨어터어워즈 여우주연상
- 2016년 신 유포리아 어워즈 국제여자배우상
- 2016년 하퍼스 바자 우먼 오브 더 이어 어워즈 씨어터아이콘상
- 2016년 왓츠 온 스테이지 어워즈 연극부문 여우주연상
- 2016년 제20회 할리우드영화제 여우조연상
- 2016년 제6회 AACTA인터내셔널어워즈 여우조연상
- 2016년 밀 발리 필름페스티벌 페스티벌 트리뷰트상
- 2016년 카프리인터내셔널필름페스티벌 여우조연상
- 2017년 제28회 팜스프링스국제영화제 인터내셔널 스타상
- 2017년 제52회 골든카메라시상식 최우수해외여자배우상
- 2017년 고담어워즈 트리뷰트상
- 2017년 제69회 에미상 리미티드-미니시리즈부문 여우주연상
- 2018년 골드더비어워즈 TV영화/미니시리즈부문 여우주연상
- 2018년 제75회 골든글로브시상식 TV영화/미니시리즈부문 여우주연상
- 2018년 제8회 크리틱스초이스텔레비전어워즈 TV영화/미니시리즈부문 여우주연상
- 2018년 제24회 미국배우조합상 TV영화/미니시리즈부문 여자연기상
- 2018년 제22회 새틀라이트시상식 TV영화/미니시리즈부문 여우주연상